# Alkohol (droga)
Alcohol, ponekad nazivan hemijskim imenom etanol, je depresantska droga koja je aktivni sastojak fermentisanih pića kao što su pivo, vino i destilovana žestoka pića (žesto piće). To je jedna od najstarijih i najčešće konzumiranih rekreativnih droga, koja izaziva karakteristične efekte intoksikacije alkoholom („pijanstvo“). Između ostalih efekata, alkohol proizvodi osećaj sreće i euforiju, smanjenu anksioznost, povećanu društvenost, sedaciju, umanjenje kognitivnih, memorijskih, motoričkih i senzornih funkcija i generalizovanu depresiju funkcije centralnog nervnog sistema (CNS).
Etanol je samo jedna od nekoliko vrsta alkohola; drugi alkoholi kao što su metanol i izopropil alkohol su znatno toksičniji. Blaga, kratka izloženost izopropil alkoholu (koji je samo umereno toksičniji od etanola) verovatno neće izazvati bilo kakvu ozbiljnu štetu, dok je metanol smrtonosan čak i u malim količinama, samo 10-15 mililitara (2-3 kašičice). Međutim, nekoliko analoga koji se prirodno javljaju kao psihoaktivni alkoholi u alkoholnim pićima manje su toksični od etanola. Za razliku od primarnih alkohola kao što je etanol, tercijarni alkoholi se ne mogu oksidovati u aldehide ili metabolite karboksilne kiseline, koji su često toksični. Na primer, tercijarni alkohol 2M2B je 20 puta jači od etanola i koristi se rekreativno.
Alkohol ima niz kratkoročnih i dugoročnih štetnih efekata. Kratkoročni neželjeni efekti uključuju generalizovano oštećenje neurokognitivne funkcije, vrtoglavicu, mučninu, povraćanje i simptome nalik mamurluku. Alkohol izaziva zavisnost kod ljudi i može dovesti do poremećaja upotrebe alkohola, zavisnosti i povlačenja. To može imati niz dugoročnih štetnih efekata na zdravlje, kao što su oštećenje jetre i mozga, i njegova konzumacija može izazvati rak. Štetni efekti alkohola na zdravlje su najvažniji kada se koristi u prevelikim količinama ili često. Međutim, neki od njih, kao što je povećan rizik od određenih karcinoma, mogu se javiti čak i uz laganu ili umerenu konzumaciju alkohola. U velikim količinama alkohol može izazvati gubitak svesti ili, u teškim slučajevima, smrt. Godine 2021, bilo je 2.627 smrtnih slučajeva u SAD zbog trovanja alkoholom.
Alkohol deluje u mozgu prvenstveno povećavajući efekte γ-aminobuterne kiseline (GABA), glavnog inhibitornog neurotransmitera u mozgu; olakšavajući delovanje GABA, alkohol potiskuje aktivnost CNS. Ova supstanca takođe direktno utiče na niz drugih neurotransmiterskih sistema uključujući glutamat, glicin, acetilholin i serotonin. Ugodni efekti konzumacije alkohola rezultat su povećanog nivoa dopamina i endogenih opioida u nagrađujućim signalnim putevima mozga. Alkohol takođe ima toksična i neprijatna dejstva u telu, od kojih su mnoga posredovana njegovim nusproizvodom acetaldehidom.

## Literatura
- The National Institute on Alcohol Abuse and Alcoholism maintains a database of alcohol-related health effects. ETOH Archival Database (1972–2003) Alcohol and Alcohol Problems Science Database.

## Spoljašnje veze
- WHO fact sheet on alcohol
- ChEBI – biology related
- Kyoto Encyclopedia of Genes and Genomes signal transduction pathway: KEGG – human alcohol addiction